# Dinocephaloides variemaculatus
Dinocephaloides variemaculatus är en skalbaggsart som beskrevs av Stefan von Breuning 1958. Dinocephaloides variemaculatus ingår i släktet Dinocephaloides och familjen långhorningar. Inga underarter finns listade i Catalogue of Life.